# Championnats d'Afrique de cyclisme sur route 2022
Navigation
Championnats d'Afrique 2021 Championnats d'Afrique 2023
Les Championnats d'Afrique de cyclisme sur route 2022 ont lieu du 23 au 27 mars 2022 à Charm el-Cheikh en Égypte.

## Déroulement des championnats
188 athlètes de 24 nations africaines participent à ces championnats, à savoir l'Égypte, l' Algérie, l'Angola, l'Éthiopie, le Bénin, le Botswana, le Burkina Faso, le Burundi, la Côte d'Ivoire, l'Érythrée, l'Eswatini, la Guinée, la Guinée-Bissau, le Cameroun, le Mali, le Maroc, Maurice, le Nigéria, le Rwanda, le Zimbabwe, l'Afrique du Sud, la Tanzanie, la Tunisie et l'Ouganda. 
Certains des coureurs les plus forts d'Afrique du Sud et d'Erythrée n'ont pas pu participer aux championnats car ils étaient également engagés pour leurs équipes professionnelles dans les courses de l'UCI World Tour, où Biniam Girmay est devenu le premier Africain à remporter une grande classique avec son succès sur Gand-Wevelgem. La participation de l'équipe mauricienne, qui allait remporter quatre médailles, a longtemps été mise en suspens après le vol de leurs vélos lors d'un camp d'entraînement en Afrique du Sud,.
Les courses féminines et masculines incluent les catégories d'âge « moins de 23 ans » (espoirs)  et « élites ». Dans chacune de ces courses, il y a un classement général avec les deux catégories d'âge et un classement séparé pour les moins de 23 ans. Pour les deux classements, il y a une cérémonie de remise des prix avec la remise des maillots et des médailles.
Comme l'année précédente, le maillot du vainqueur est blanc dans les catégories masculines et rose dans les catégories féminines.

## Podiums masculins
| Élites                       |                                                                       |                                                                                    |                                                                                 |
| Course en ligne              | Henok Mulubrhan                                                       | Reinardt Janse van Rensburg                                                        | Hamza Amari                                                                     |
| Contre-la-montre             | Gustav Basson                                                         | Henok Mulubrhan                                                                    | Jean Bosco Nsengimana                                                           |
| Contre-la-montre par équipes | Érythrée Aklilu Gebrehiwet Mikiel Habtom Henok Mulubrhan Dawit Yemane | Afrique du Sud Gustav Basson Reinardt Janse van Rensburg Kent Main Callum Ormiston | Algérie Salah Eddine Ayoubi Cherki Azzedine Lagab Hamza Mansouri Islam Mansouri |
| Espoirs                      |                                                                       |                                                                                    |                                                                                 |
| Course en ligne              | Hamza Amari                                                           | Muhammed Amine Nhari                                                               | Tiano Da Silva                                                                  |
| Contre-la-montre             | Renus Uhiriwe                                                         | Youssef Ahmed                                                                      | Salah Eddine Ayoubi Cherki                                                      |
| Juniors                      |                                                                       |                                                                                    |                                                                                 |
| Course en ligne              | Yoel Habteab                                                          | Aklilu Arefayne                                                                    | Samuel Quevauvilliers                                                           |
| Contre-la-montre             | Aklilu Arefayne                                                       | Yonas Tekie                                                                        | Francois Hofmeyr                                                                |
| Contre-la-montre par équipes | Érythrée Aklilu Arefayne Yoel Habteab Even Redase Yonas Tekie         | Algérie Riad Bakhti Oussama Khelaf Mohamed Abderahmane Ksir Mohamed Medjadji       | Égypte Abdulla Afify Mahmoud Bakr Begad Saad                                    |

## Podiums féminins
| Élites                       |                                                                 |                                                                                                 |                                                                           |
| Course en ligne              | Ebtissam Zayed Ahmed                                            | Kimberley Le Court De Billot                                                                    | Awa Bamogo                                                                |
| Contre-la-montre             | Nesrine Houili                                                  | Ebtissam Zayed Ahmed                                                                            | Kerry Jonker                                                              |
| Contre-la-montre par équipes | Érythrée Monalisa Araya Adiam Dawit Milena Fafiet Danait Fitsum | Maurice Lucie De Marigny-Lagesse Celia Halbwachs Raphaelle Lamusse Kimberley Le Court De Billot | Égypte Nada Aboubalash Hapepa Eliwa Rehab Elsherbini Ebtissam Zayed Ahmed |
| Espoirs                      |                                                                 |                                                                                                 |                                                                           |
| Course en ligne              | Nesrine Houili                                                  | Hapepa Eliwa                                                                                    | Minata Soro                                                               |
| Contre-la-montre             | Nesrine Houili                                                  | Danait Fitsum                                                                                   | Adiam Dawit                                                               |
| Juniors                      |                                                                 |                                                                                                 |                                                                           |
| Course en ligne              | Caitlin Thompson                                                | Romna Guesh                                                                                     | Aline Uwera                                                               |
| Contre-la-montre             | Caitlin Thompson                                                | Raja Chakir                                                                                     | Saron Tekie                                                               |
| Contre-la-montre par équipes | Érythrée Romna Guesh Saron Tekie Fithawit Teklu Rahel Zeresenay | Maroc Salma Benzaaboul Yasmine Bouchiha Raja Chakir Wiame Elmaaroufi                            | Égypte Aalaa Ali Mennalaah Belal Gana Eliwa Bsmala Hassan                 |

## Podium mixte
| Élites                       | |                                                                                                | |
| Contre-la-montre par équipes | Maurice Aurélien de Comarmond Lucie de Marigny-Lagesse Raphaëlle Lamusse Kimberley Le Court de Billot Alexandre Mayer Christopher Rougier-Lagane | Érythrée Monalisa Araya Milena Fafiet Aklilu Gebrehiwet Mikiel Habtom Feven Haile Dawit Yemane | Égypte Youssef Abouelhassan Assem Elhosseiny Khalil Hapepa Eliwa Rehab Elsherbini Ahmed Saad Ebtissam Zayed Ahmed |

## Tableaux des médailles
| Rang  | Nation         | Or | Argent | Bronze | Total |
| ----- | -------------- | -- | ------ | ------ | ----- |
| 1     | Érythrée       | 7  | 6      | 2      | 15    |
| 2     | Algérie        | 4  | 2      | 3      | 9     |
| 3     | Afrique du Sud | 3  | 2      | 3      | 8     |
| 4     | Égypte         | 1  | 3      | 4      | 8     |
| 5     | Maurice        | 1  | 2      | 1      | 4     |
| 6     | Rwanda         | 1  | 0      | 2      | 3     |
| 7     | Maroc          | 0  | 2      | 0      | 2     |
| 8     | Burkina Faso   | 0  | 0      | 1      | 1     |
| 8     | Côte d'Ivoire  | 0  | 0      | 1      | 1     |
| Total | Total          | 17 | 17     | 17     | 51    |